# William Morgan (político do séc. XVI)
William Morgan foi um político inglês do século XVI.
Rythe nasceu em Chilworth, Surrey. Ele era um proprietário de terras e comandante dos agrupamentos locais. Morgan foi MP por Haslemere de 1586 a 1587. Ele morreu em 10 de dezembro de 1602 e está sepultado na colina de Santa Marta.